# Лебрён, Жан
Жан Поль Антуа́н Лебрён (фр. Jean Paul Antoine Lebrun, 1906—1985) — бельгийский ботаник, флорист и геоботаник, специалист по флоре и растительности Конго.

## Биография
Жан Лебрён родился в Брюгге 7 октября 1906 года в семье офицера кавалерии Фернана Лебрюна и Валентины Беро. Учился в Вольтеровском лицее в Париже, затем — в Колледже св. Румольда в Мехелене и в Королевском атенеуме в Лёвене. Во время обучение в Левёнском университете неоднократно отправлялся в ботанические экспедиции.
В 1929 году Лебрён отправился в Бельгийское Конго в должности инженера-агронома, вернулся в Бельгию в 1932 году. С 1937 года Жан Лебрён был научным секретарём Национального институте агрономических исследований Бельгийского Конго, в 1947 году стал его генеральным секретарём. В 1937—1938 он вновь путешествовал по Конго. Летом 1938 года Лебрён работал с Жозисом Брауном-Бланке и Жюля Павийяра на Международной станции средиземноморской и альпийской ботаники Университета Монпелье.
Лебрён издал несколько ревизий родов и семейств растений, произрастающих в Конго: семейств Губоцветные и Аралиевые, родов Фикус, Восковница, Цинометра.
С 1947 году Лебрён опубликовал работу, в которой сделал первую попытку классифицировать растительность Центральной Африки по методу Брауна-Бланке. В 1948 году при его непосредственном участии начала издаваться многотомная монография флоры Конго. В 1949 году посетил Южную Африку, в 1951 — Кот-д’Ивуар, в 1953 — Мадагаскар, Кению и Уганду, в 1955 — ЮАР, Мали и Анголу, в 1956—1957 — Южную Родезию и Ньясаленд, в 1958 — Дагомею, Того, Гану, Сенегал, Камерун, Габон и Нигерию, в 1959 — Либерию.
В 1949—1950 Лебрён был президентом Ботанического общества Бельгии.
После обретения независимости Конго Лебрён стал изучать растительность Бельгии, а также историю ботаники.
Скончался 15 сентября 1986 года в Брюсселе.

## Некоторые публикации
- Lebrun, J. Recherches morphologiques et systématiques sur les Caféires du Congo. — Brussel, 1941. — 184 p.

## Роды растений, названные в честь Ж. Лебрёна
- Lebrunia Staner, 1934
- Lebruniodendron J.Léonard, 1951